# Morpho bugaba
Morpho bugaba är en fjärilsart som beskrevs av Otto Staudinger. Morpho bugaba ingår i släktet Morpho och familjen praktfjärilar. Inga underarter finns listade i Catalogue of Life.